# Norodom Buppha Devi
Norodom Buppha Devi (tiếng Khmer: នរោត្តម បុប្ផាទេវី [nɔroːˈɗɑm ɓopˈpʰaː teːʋiː]; 8 tháng 1 năm 1943 – 18 tháng 11 năm 2019) là công chúa, vũ công, giám đốc Đoàn Ba lê Hoàng gia Campuchia, thượng nghị sĩ, kiêm Bộ trưởng Bộ Văn hóa và Mỹ thuật Campuchia. Bà là con gái của Norodom Sihanouk và người vợ quá cố Neak Moneang Phat Kanhol, chị gái của Hoàng thân Norodom Ranariddh và là chị em cùng cha khác mẹ của Quốc vương Campuchia hiện tại Norodom Sihamoni. Tước hiệu chính thức của bà là Công chúa Điện hạ Samdech Reach Botrei Preah Ream Norodom Buppha Devi (tiếng Khmer: សម្តេចរាជបុត្រីព្រះរៀមនរោត្តម បុប្ផាទេវី).

## Tên gọi
Buppha Devi bắt nguồn từ từ tiếng Pali puppha (បុប្ផា), có nghĩa là hoa và devi (ទេវី), có nghĩa là nữ thần. Tên này cũng được viết theo kiểu Latinh là "Bopha Devi" hoặc "Bophadevi".

## Cuộc đời và sự nghiệp

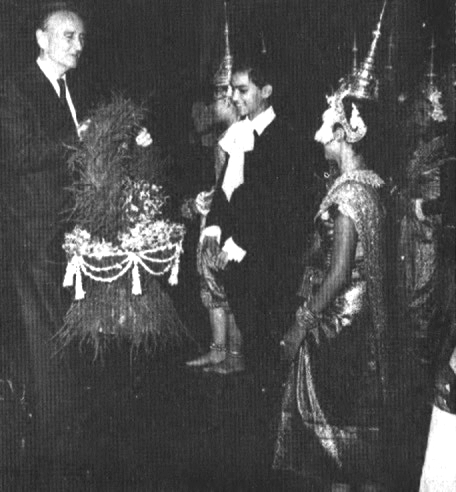
Công chúa Buppha Devi và người em cùng cha khác mẹ Norodom Sihamoni nhận bó hoa từ Thượng nghị sĩ Mỹ Mike Mansfield năm 1969.

Buppha Devi từng học xong trung học tại Lycée Preah Norodom ở thủ đô Phnôm Pênh. Khi còn là một nàng công chúa trẻ, bà nội là Vương hậu Sisowath Kossamak đã chọn cô công chúa này làm vũ công ngay từ lúc còn nhỏ. Năm 15 tuổi, Buppha Devi trở thành vũ công hàng đầu của Đoàn Ba lê Hoàng gia Campuchia. Năm 18 tuổi, bà được phong danh hiệu vũ công ba lê chính.
Sau đó, bà đi lưu diễn khắp thế giới với tư cách là vũ công chính của Đoàn Ba lê Hoàng gia cùng Vương hậu Kossamak ra biểu diễn trước công chúng. Trong quá khứ, vở ba lê này chỉ được biểu diễn trước hoàng gia nhằm tưởng nhớ tổ tiên triều đại của họ và tôn vinh các vị thần. Vì khả năng khiêu vũ của mình mà phụ vương Norodom Sihanouk đã mời bà tham gia bộ phim dài đầu tiên của ông mang tên Apsara vào năm 1966.
Buppha Devi từng giữ chức Thứ trưởng Bộ Văn hóa và Mỹ thuật từ năm 1991–1993, cố vấn của Chính phủ Hoàng gia phụ trách Văn hóa và Mỹ thuật từ năm 1993–1998, Phó Chủ tịch Hội Chữ thập đỏ Campuchia từ năm 1993–1997, Chủ tịch Hiệp hội Campuchia–Trung Quốc năm 2000 và Bộ trưởng Bộ Văn hóa và Mỹ thuật từ 1998–2004.

## Đời tư
Buppha Devi kết hôn với người chồng đầu tiên vào năm 1959 khi mới 15 tuổi. Tổng cộng bốn cuộc hôn nhân của bà đã sinh ra năm người con:
1) Norodom Norinractevong
2) Sisowath  Monichivann
- Công chúa Sisowath Moni Kossoma (sinh năm 1960)
- Công chúa Sisowath Kalyan Tevi (sinh năm 1961)

3) Bruno Jacques Forsinetti 
- Keo Chansita Forsinetti (sinh năm 1965). Cô hiện được biết đến với tên gọi Norodom Chansita

4) Sisowath Chivanmonirak
- Vương tử Sisowath Chivannariddh (sinh năm 1968)
- Vương tử Sisowath Veakchiravuddh (sinh năm 1973)